# Friedrich Stein (Rechtswissenschaftler)
Friedrich Wilhelm Victor Albert Stein (* 27. Januar 1859 in Breslau; † 12. Juli 1923 in Halle (Saale)) war ein deutscher Rechtswissenschaftler.

## Leben
In Breslau geboren besuchte er ein dortiges Gymnasium. Das Studium der Rechtswissenschaft begann er auch dort. Nach der damaligen Sitte wechselt er mehrmals den Studienort: Von Tübingen ging er nach Berlin. Von dort ging er in die frischgebackene Reichsgerichtsstadt Leipzig, wo er Adolf Wach hörte. Im Wechsel von Staatsexamen (1881, 1885), Militärdienst und Promotion (1882) habilitierte sich Stein 1887 in Leipzig. Die Arbeit „Der Urkunden- und Wechselprozeß“ basierte auf dem Wachschen Verständnis des Prozessrechtsverhältnisses. Der Straf- und Zivilprozess waren weiterhin seine bestimmenden Vorlesungsthemen. 1890 wurde Stein außerordentlicher Professor. 1896 wurde er zum Professor an der Universität Halle ernannt, wo er den Lehrstuhl für Zivil- und Strafprozessrecht übernahm. 1897 folgte die Ernennung zum Oberlandesgerichtsrats in Naumburg. 1907 „hatte er einen Konflikt mit dem preußischen Staat. Kurz entschlossen legte er seine Professur nieder und ging als Privatdozent mit dem Titel Professor nach Leipzig, wo er bis zu seinem frühen Tode blieb“, obschon die Universität Frankfurt ihn berufen wollte. Eine Erbschaft und mehrere Erkrankungen, die Stein an den Vorlesungen hinderten, mögen zur Übersiedlung nach Leipzig beigetragen haben. Max Friedlaender beschreibt Steins Auftreten auf dem deutschen Juristentag 1908 in Karlsruhe:
»Da hörte ich unter anderem zum ersten Male den großen Prozessualisten Friedrich Stein, der über die damals akute Reform der Zivilprozeßordnung sprach. Er war für einen anderen, in letzter Stunde erkrankten Referenten eingesprungen, sprach also gänzlich unvorbereitet. Um so faszinierender war seine Rede: er war ein kleines Männchen, trug ein unglaubliches hellblaues Röckchen und kam erst allmählich in Schwung; aber dann hielt er ihn fest und ein Blitz folgte dem anderen. Als er den Reformen entgegentrat, die alles nach dem Muster der Kleinschen Reform des österreichischen Zivilprozesses in Deutschland ändern wollten, rief er: "Lassen wir uns doch nicht von der Hypnose des Austriazismus betäuben!"«.
Stein kritisierte hier den „straffe(n) Amtsbetrieb“ (Kern) des österreichischen Zivilprozesses, den er als Anhänger der liberalen Prozessrechtsschule in der Tradition Adolf Wachs ablehnte. Den modernen Tendenzen der Freirechtsschule stand er kritisch gegenüber: „Unter dem Gesetz stehend dem Gesetz zu dienen, als sein getreuer Hüter, – unfrei, wo das Gesetz bestimmten Befehl enthält, und da, wo es ihn missen läßt, wie ein verständiger Diener von den Interessen und Ideen des Gesetzes beherrscht.“ Neben seiner umfangreichen literarischen Tätigkeit war Friedrich Stein Mitherausgeber der „Leipziger Zeitschrift für deutsches Recht“ und ab 1920 in Kommissionen für die Prozessrechtsreform tätig, deren Vorschläge weitgehend in den Emminger-Novellen 1924 übernommen wurden. Durch langjährige Krankheit gezeichnet starb er mit 64 Jahren 1923. Durch Krieg und Inflation weitgehend verarmt, musste seine Witwe finanziell durch den Preußischen Staat unterstützt werden.
Sein Name ist heute noch Juristen geläufig: Bekannt wurde er durch seinen Kommentar zur Zivilprozessordnung. Begründet wurde dieser 1879 von Friedrich Ludwig Gaupp. Stein beteiligte sich erstmals 1897 ab 3. Auflage. Als Gaupp 1901 verstarb, bearbeitete und überarbeitete er ab der 4. bis zur 11. Auflage (1913) das Werk vollkommen und begründete so seinen Ruf als einer der bedeutendsten Zivilprozessualisten seiner Zeit neben Adolf Wach und Leo Rosenberg.
Auf ihn geht die heute h. M. zurück, dass der Gerichtsvollzieher als staatliches Organ handelt, wenn er Vollstreckungshandlungen vornimmt. 1936 und 1938 übernahm das Reichsgericht diese Meinung. Nach seinem Tod übernahm sein Schüler, der damalige Ministerialrat und spätere Senatspräsident am Reichsgericht Martin Jonas das „Erbe“, das dann unter dem bis heute bekannten Namen „Stein-Jonas“ firmierte. Problematisch wurde diese Bezeichnung 1933:
 »(Friedländer) „Als aber nach 1933 eine neue Auflage erschien, hielten es die Nationalsozialisten für unmöglich, daß der Kommentar weiter Stein-Jonas genannt werde; denn wenn auch Jonas ein Arier war, so war doch sein Name jüdisch; und wenn auch Stein ein neutraler Name war, so war doch Stein Jude. So holte man denn den Alten Gaupp wieder aus der Versenkung herauf und nannte das Buch plötzlich: Gaupp-Stein-Jonas. Bei der nun folgenden Auflage aber zeichnete Herr Jonas allein und das geistige Eigentum des großen Stein wurde ignoriert; es war zwar "jüdisches Gedankengut", scheint aber durch die Unterdrückung seines Namens "arisiert" worden zu sein.“«.
Stein hatte anscheinend jüdische Vorfahren, die ihren Familiennamen Goldstein bei der protestantischen Taufe ablegten.

## Schriften
- Zur Lehre vom forum contractus, Diss. Leipzig 1882
- Der Urkunden- und Wechselprozeß, Leipzig 1887
- Die akademische Gerichtsbarkeit in Deutschland, Leipzig 1891
- Das private Wissen des Richters, Leipzig 1893 (Neudruck 1970, 1987)
- Die Kunst der Rechtsprechung, Frankfurt (Main) 1897 (Neudruck 1970)
- Über die Voraussetzungen des Rechtsschutzes, 1903
- Über die Justizreform, 1907
- Grenzen und Beziehungen zwischen Justiz und Verwaltung, Tübingen 1912 (Neudruck 1970)
- Grundfragen der Zwangsvollstreckung, Tübingen 1913 (Neudruck 1970)
- Grundriss des Zivilprozessrechts und des Konkursrechts. Bearbeitet von Josef Juncker und mit einem Nachruf von Richard Schmidt, Tübingen 1928 (Neudruck 1970)